# Gyrocotyle maxima
Gyrocotyle maxima är en plattmaskart som beskrevs av MacDonagh 1927. Gyrocotyle maxima ingår i släktet Gyrocotyle och familjen Gyrocotylidae. Inga underarter finns listade i Catalogue of Life.